# Sommerance
Sommerance és un municipi francès situat al departament de les Ardenes i a la regió del Gran Est. L'any 2007 tenia 47 habitants.

## Demografia

### Població
El 2007 la població de fet de Sommerance era de 47 persones. Hi havia 20 famílies de les quals 8 eren unipersonals (4 homes vivint sols i 4 dones vivint soles), 4 parelles sense fills i 8 parelles amb fills.
La població ha evolucionat segons el següent gràfic:
Habitants censats

### Habitatges
El 2007 hi havia 35 habitatges, 22 eren l'habitatge principal de la família, 10 eren segones residències i 3 estaven desocupats. Tots els 35 habitatges eren cases. Dels 22 habitatges principals, 18 estaven ocupats pels seus propietaris i 4 estaven llogats i ocupats pels llogaters; 1 tenia tres cambres, 5 en tenien quatre i 16 en tenien cinc o més. 15 habitatges disposaven pel capbaix d'una plaça de pàrquing. A 14 habitatges hi havia un automòbil i a 5 n'hi havia dos o més.

### Piràmide de població
La piràmide de població per edats i sexe el 2009 era:
| Homes | Edats   | Dones |
| ----- | ------- | ----- |
| 0     | 95 o +  | 0     |
| 0     | 90 a 94 | 0     |
| 0     | 85 a 89 | 0     |
| 0     | 80 a 84 | 0     |
| 4     | 75 a 79 | 0     |
| 0     | 70 a 74 | 0     |
| 4     | 65 a 69 | 0     |
| 0     | 60 a 64 | 4     |
| 0     | 55 a 59 | 0     |
| 0     | 50 a 54 | 0     |
| 0     | 45 a 49 | 4     |
| 0     | 40 a 44 | 0     |
| 8     | 35 a 39 | 4     |
| 0     | 30 a 34 | 0     |
| 8     | 25 a 29 | 0     |
| 0     | 20 a 24 | 0     |
| 0     | 15 a 19 | 0     |
| 0     | 10 a 14 | 4     |
| 4     | 5 a 9   | 0     |
| 0     | 0 a 4   | 0     |

## Economia
El 2007 la població en edat de treballar era de 34 persones, 26 eren actives i 8 eren inactives. De les 26 persones actives 22 estaven ocupades (14 homes i 8 dones) i 5 estaven aturades (2 homes i 3 dones). De les 8 persones inactives 2 estaven jubilades, 4 estaven estudiant i 2 estaven classificades com a «altres inactius».
Activitats econòmiques
Dels 3 establiments que hi havia el 2007, 2 eren d'empreses extractives i 1 d'una empresa de construcció.
L'únic servei als particulars que hi havia el 2009 era un guixaire pintor.
L'any 2000 a Sommerance hi havia 4 explotacions agrícoles.

## Poblacions més properes
El següent diagrama mostra les poblacions més properes.